# Enlinia ciliata
Enlinia ciliata är en tvåvingeart som beskrevs av Robinson 1964. Enlinia ciliata ingår i släktet Enlinia och familjen styltflugor.
Artens utbredningsområde är North Carolina. Inga underarter finns listade i Catalogue of Life.